# Хінсо-де-Лімія
Хінсо-де-Лімія — муніципалітет в Іспанії, в автономній спільноті Галісія, провінція Оренсе, комарка Лімія. Площа муніципалітету — 132,67 км², населення муніципалітету — 10 161 ос. (2009); густота населення —   76,59  осіб/км²
. Висота над рівнем моря — 620 м.

## Назва
- Хінсо-де-Лімія (ісп. Ginzo de Limia) — іспанська назва.
- Шінсо-де-Лімія гал. Xinzo de Limia) — галісійська назва.

## Географія
Муніципалітет розташований на відстані близько 380 км на північний захід від Мадрида, 32 км на південь від Оренсе.

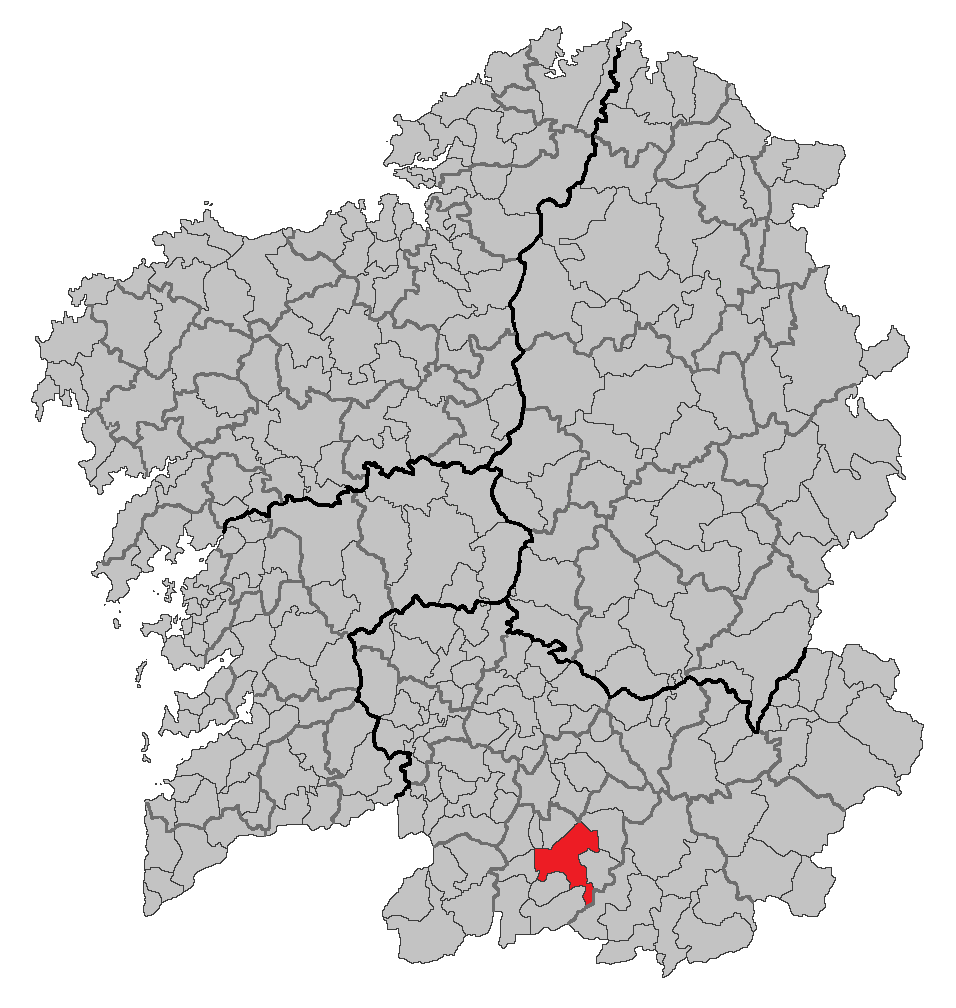
Розташування

## Парафії
- Боадо, Сіма-де-Рібейра
- Даміль
- Фарамонтаос
- Ганаде
- Гудін
- Гунтіміль
- Ламас
- Лароа
- Морейрас
- Моргаде
- Мостейро-де-Рібейра
- Новас
- Парада-де-Рібейра
- А-Пена
- Піньєйра-Сека
- Сан-Педро-де-Лароа
- Сеоане-де-Олейрос
- Сольбейра-де-Лімія
- Хінсо-де-Лімія.

## Демографія
Динаміка населення (INE ):